# 香港辺境禁区

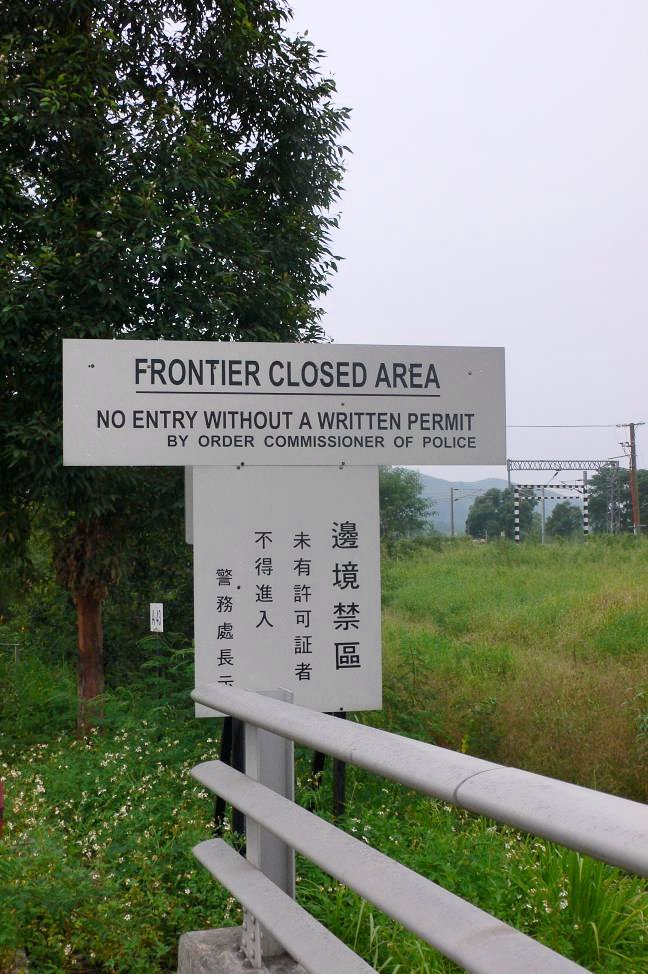
羅湖の香港辺境禁区標識

香港辺境禁区（ホンコンへんきょうきんく、繁体字: 香港邊境禁區、簡体字: 香港边境禁区、英語: Frontier Closed Area：FCA）とは、香港と中国の境界領域に設けられた住民以外の立ち入りが制限されている区域。

## 概要
共産党政権下の中国大陸からの侵入者や非合法活動を防ぐ目的で1951年6月に公告・設定され、現行の区域は2016年に確定されたもの。
区域内の住民以外の一般人は原則許可を得ないと立ち入れないが、中国へ越境するために通過するだけであれば許可は不要である。
区域内の住民や越境者でない者は入域許可証が必要である。入域許可申請は粉嶺の上水警察署でできる。
香港辺境禁区には香港MTR東鉄線の羅湖駅と落馬洲駅が含まれる。
地域内の開発行為が凍結されている。経済活動の欠如により、結果として香港における動植物の自然生態が守られることになった。

## 削減計画
2006年9月7日、香港政府は2010年を目途に現行の区域を境界と出入境の管理上必要な8km2に削減する計画を発表した。
計画は境界警備道路に沿って二つ目の境界フェンスを建設することで可能となり、それにより道路の治安確保上必要としていた広大な面積が不要となるものである。この計画は実施される予定である。
当局はどの地域を辺境禁区から除外するか具体的な研究を開始するが、除外された区域への立ち入り許可は必要なくなる。
この計画に対して住民の大方は賛意を示したが、環境保護活動家は除外される区域の生態に影響を与えると指摘、危惧を示した。
その後、2012年から2016年にかけて3次に分けて区域の縮小が行われた。これにより区域面積は従来の28km2から4km2に縮小され、不要となった警備施設の撤去も併せて行われた。2021年には林鄭月娥行政長官が、禁区や禁区指定を解除されたばかりの地域を含む約300km2の区域を「北部メトロポリタンエリア」と銘打って20年計画で開発する方針を表明している。